# 东马尼
东马尼（希臘語：Ανατολική Μάνη）是希腊伯罗奔尼撒大区拉科尼亚专区的市镇，行政中心为伊西翁镇。市镇面积为619.3平方公里，2021年人口数量为12,779人。
此市镇设立于2011年地方政府改革中，由原4个市镇合并而成，原市镇则成为此市镇的4个市区。东马尼市区（即原东马尼市镇）的面积为108.879平方公里，2021年人口数量为1,010人。

## 人口数据
| 年份 | 同名市区 | 同名市镇 |
| ---- | -------- | -------- |
| 1991 | 2,024    | -        |
| 2001 | 2,111    | -        |
| 2011 | 1,192    | 13,005   |
| 2021 | 1,010    | 12,779   |